# Legend of the Five Rings Roleplaying Game
Legend of the Five Rings Roleplaying Game är ett amerikanskt rollspel, ursprungligen skrivet av John Wick och publicerat 1997 av Alderac Entertainment Group med licens från Five Rings Publishing Group. Spelet utspelas i världen Legend of the Five Rings, främst i landet Rokugan, som baseras på feodala Japan med influenser från östasiatiska kulturer.
Spelet har getts ut i tre versioner: första upplagan 1997, en d20-variant kallad Oriental Adventures, samt den tredje versionen utgiven 2005.
1998 tilldelades Legend of the Five Rings Origins Award för bästa rollspel 1997.